# Bruce Lee
Bruce Lee (születési neve kínaiul: 李振藩, népszerű latin betűs átírással: Lee Jun-fan; jűtphing átírással: Lei5 Zan3 Faan4, magyarosan: Léj Can-fán; hanjü pinjin átírással: Lǐ Zhènfān, magyaros átírással: Li Csen-fan; San Francisco, Kalifornia, 1940. november 27. – Hongkong, 1973. július 20.) hongkongi származású kínai harcművész, színész, rendező, producer és forgatókönyvíró; a jeet kune do harcművészeti iskola létrehozója. A Time a 20. század legfontosabb személyei közé sorolta, a Variety pedig a 20. század 100 ikonja között tartja számon. Széleskörűen elfogadott, hogy nagy hatást gyakorolt a populáris kultúrára. Csillaga van a hollywoodi hírességek sugárútján és a hongkongi hírességek sugárútján, utóbbin szobrot is emeltek a tiszteletére.
Hongkongi származású szülők gyermekeként az Amerikai Egyesült Államokban született, de Hongkongban nőtt fel. Tizenhárom éves volt, amikor Jíp Man (Yip Man) Wing Chun-mester tanítványa lett, de más sportokat is űzött, például bokszolt és vívott. 18 évesen visszatért Amerikába, ahol filozófiát tanult. Egyetemi évei alatt tánctanítással, majd harcművészet-oktatással tartotta fenn magát. Első szerepét Hollywoodban a The Green Hornet című televíziós sorozatban kapta. 1970-ben Raymond Chow producer leszerződtette a hongkongi Golden Harvest filmstúdióhoz. Negyedik filmje, A sárkány közbelép premierje előtt, 1973. július 20-án váratlanul halt meg, a boncolás szerint allergiás volt a korábban bevett fájdalomcsillapító egyik összetevőjére.
Lee hatással volt a filmművészetre, a harcművészet filmbeli ábrázolására, és számos későbbi rendezőt, színészt inspirált, annak ellenére, hogy csupán négy ilyen jellegű játékfilmet készített.
Gyakori magyar hangja Kassai Károly, a Sárkány közbelépben pedig Selmeczi Roland kölcsönözte hangját a színésznek.

## Nevei
Bruce Lee születési neve Léj Can-fán (Lei5 Zan3 Faan4) (nyugatias átírással: Lee Jun-fan). A Can (Zan) jelentése „gazdaggá tenni”, míg a Fán (Faan) kettős jelentésű, egyrészt születési helyének kínai nevére utal, másrészt „kerítés”, illetve „határország” jelentésű. Gyerekkorában azonban babonából Szaj-fung (Sai3 Fung6) (細鳳), azaz „kis főnix” néven szólították, ami lánynév. A szülők első fiúgyermeke csecsemőkorában meghalt, és a hiedelem szerint a szellemeket úgy lehetett megtéveszteni, ha a fiúgyermeknek lánynevet adtak. A Bruce nevet egy nővér adta a kisfiúnak a kórházban, ahol született, ám ezt a nevet középiskolás koráig egyáltalán nem használta és a családja sem szólította így. Filmes karrierje során a Léj Szíu-lung (Lei Siu-lung) nevet használta (a szíu lung (siu lung), pinjin átírással hsziao lung (xiao long) jelentése „kis sárkány”).

## Élete és pályafutása

### Családi háttere és gyermekkora

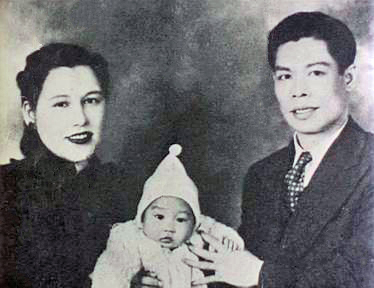
Bruce Lee a szüleivel

Bruce Lee 1940. november 27-én született a San Franciscó-i kínai negyedben található Jackson utcai Kórházban, reggel 6 és 8 óra között, a kínai asztrológia szerint a sárkány évében és a sárkány órájában.
Édesapja, Léj Hój-chjűn (Lee Hoi Chuen) (李海泉), a kantoni opera előadóművésze volt, és számos filmben is szerepelt. Hosszú ideig turnézott az Egyesült Államokban, ahol a kínai közösségeknek adott elő operadarabokat. Gyakran volt távol a családjától, és engedéllyel rendelkező ópiumszívó volt. Lee édesanyja, Grace Ho (何愛瑜, Hó Ngój-jű (Ho4 Ngoi3 Jyu4)), félig kínai, félig német származású volt, és katolikus neveltetést kapott. Hongkong egyik leggazdagabb, legbefolyásosabb klánjából származott, melynek feje akkoriban az angol-holland-kínai származású Sir Robert Hotung volt, Grace nagybátyja.
Bruce-nak négy testvére volt, nővérei Phoebe és Agnes, bátyja Peter, öccse Robert. Bátyja vívóbajnok volt, és e sportág iránti vonzalma később öccsére is átragadt.
Bruce Lee még csak három hónapos volt, mikor a család visszaköltözött Hongkong Kaulung (Kowloon) negyedébe. A második világháború és a japán megszállás hatással volt a kisfiú életének első néhány évére, különösen mivel a család lakása szemben volt a japán rendőrség főhadiszállásával. A kisfiú gyakran látta és megfigyelte őket az erkélyről. Amúgy eléggé beteges gyermek volt, ez csak akkor változott meg, amikor aktívan sportolni kezdett.
Édesapja filmes karrierjének köszönhetően a kis Bruce is már három hónapos korától szerepelt a filmvásznon. Tizenhét éves koráig több mint húsz kantoni nyelvű filmben játszott, például a The Orphan (人海孤鸿) című 1960-as alkotásban. Az első igazi szerepet hatévesen, a The Birth of Mankind című filmben alakította. Gyermekszínészként a Léj Szíu-lung (Lei5 Siu2 Lung4), azaz „kis sárkány” nevet használta. Ezekben az alkotásokban gyakran rebellis, bajkeverő gyerekeket alakított, akik utcai verekedésekbe keveredtek.

### Utcai bajkeverő ésIp Man(Yip Man)tanítványa

Bruce Lee és mestere, Ip Man (Yip Man)

Iskoláit Hongkongban végezte, a hagyományos kínai általános iskola elvégzése után, 12 éves korában szülei a katolikus La Salle College fiúiskolába íratták be. Jegyei átlagosak voltak, mert tanulni nem nagyon szeretett, különösen a természettudományokat nem kedvelte. Gyakran keveredett bajba, verekedésekbe, utcai bandákhoz csapódott. A La Salle tanulói főképp keresztény kínai gyerekek voltak, de a belőlük alakult bandák gyakran keveredtek összetűzésbe a brit elit gyerekeivel, akik a King George V. College-ba jártak.
Egyik nap Bruce azzal ment haza az iskolából, hogy kijelentette, harcművészetet akar tanulni. Apja, aki a tajcsicsuant gyakorolta, elvitte magával néhány edzésre, ám az eleven, örökmozgó kisfiúnak nem igazán tetszettek a gyógyító tornának is alkalmazott stílus lassú mozdulatai. Végül Jíp Man (Yip Man)nak, a Wing Chun nagymesterének tanítványa lett.
Jíp Man (Yip Man) nem csak a harcművészet alapjaival ismertette meg tanítványát, de a hagyományos kínai filozófiával is. Lee ekkor kezdett el érdeklődni a taoizmus, Konfuciusz, Lao-ce (Laozi) és mások tanításai iránt, különösen érdekelte a külső és belső egyensúlyról és a harmóniateremtésről szóló jin-jang elmélet, melyről később egyetemi évei alatt tanulmányt is írt. Mestere ismertette meg a víznek a kungfu-ra alkalmazott metaforájával is: a víz ugyan lágy, de mégis kivájja a követ. Ez az elmélet később központi szerepet játszott saját filozófiai gondolataiban is. Sajnos harcművészeti tanulmányai során is folytatta az utcai verekedéseket, s a bandázást. Jíp (Yip) mester két másik – rangidős – tanítványával, Vóng Szön-lőng (Wong4 Seon4 Loeng4)gel és William Cheunggal gyakran vettek részt titokban rendezett verekedőversenyeken is. Gyakori verekedései miatt eltanácsolták a La Salle-ból, és egy másik iskolába, a St. Francis Xavier-be került.
A középiskolai évei alatt nem csak az utcai verekedésekben kamatoztatta újonnan tanult harcművészeti technikáit, de egyszer egy olyan ökölvívó- mérkőzést is megnyert, ahol több helyi iskola versenyzői mérkőztek meg egymással. A versenyben való részvételre a St. Francis Xavier egyik szerzetes-tanára buzdította, és ellenfele, akit legyőzött, a King George V. College három éve veretlen bajnoka volt. Az angol stílusú ökölvívás mellett más küzdősportokba is belekóstolt, több más kínai harcművészeti ág mellett megismerkedett a japán dzsúdóval és a thai boksszal is. Brucet azonban nem csak a verekedés érdekelte, mindenféle mozgásformát kedvelt, 1958-ban például megnyerte a hongkongi csacsacsa-bajnokságot, több mint százfajta tánclépést ismert.

### Amerikában

#### Seattle-i évek

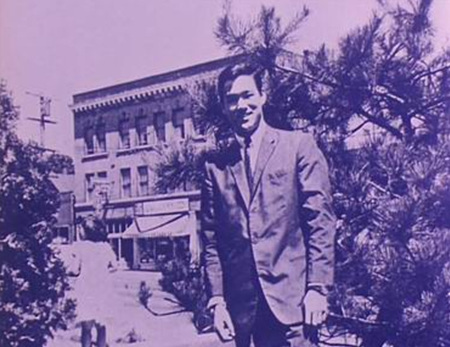
Bruce Lee 1959-ben Amerikában

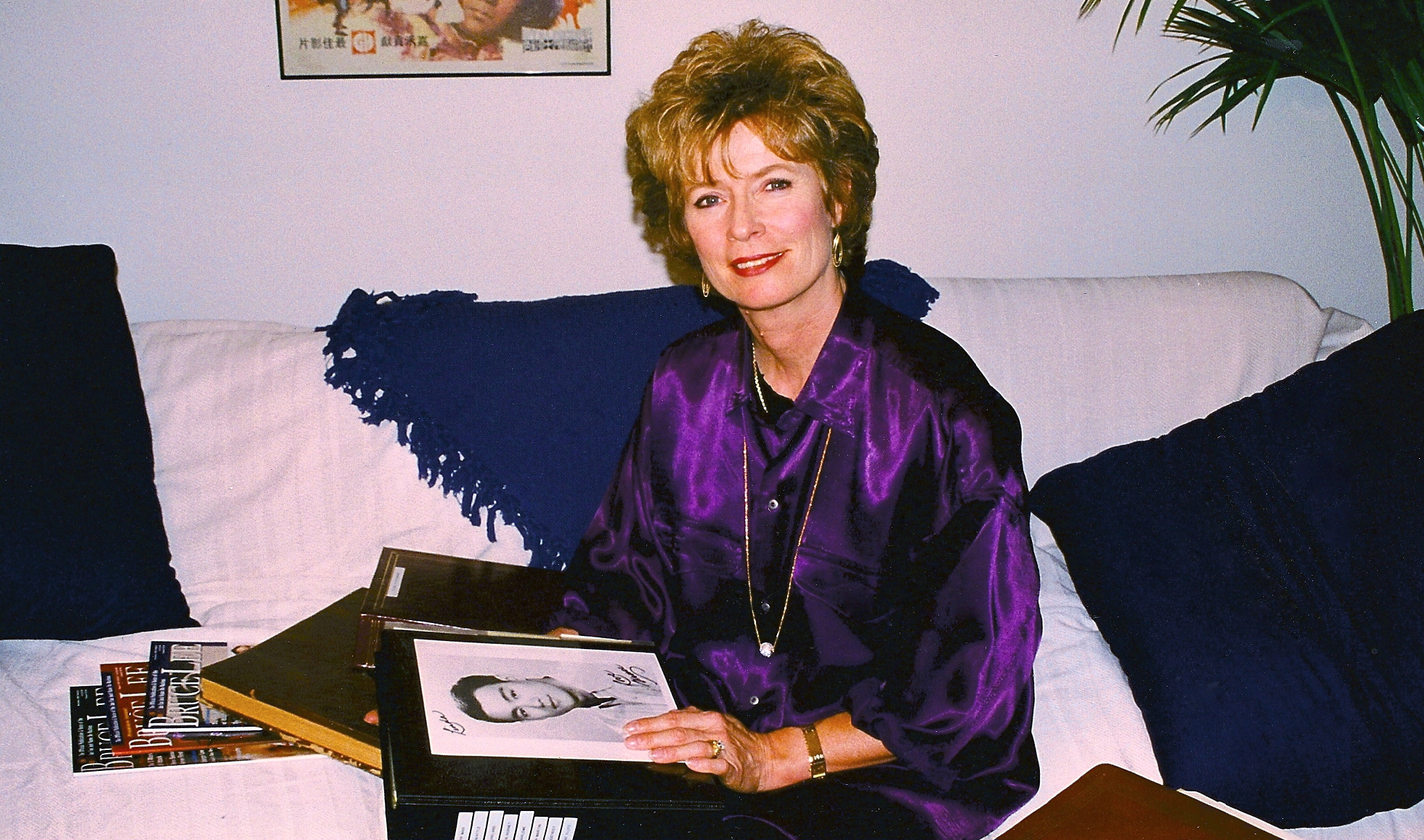
Bruce Lee özvegye, Linda 1998-ban

1959-ben Lee állandó verekedéseinek komoly következménye lett. A Wing Chun iskola és egy rivális iskola tanulói kihívásos verekedésben vettek részt, ami gyakori jelenség volt Hongkongban, háztetőkön rendezték őket. A kihívás során Bruce úgy elverte az egyik ellenfelét, hogy annak szülei feljelentették Lee-t a rendőrségen. Édesanyjának kellett felelősséget vállalnia a fia tetteiért, csak úgy engedték el. A szülők ekkor úgy döntöttek, hogy a fiúnak Amerikába kell utaznia, mert csak így tudják eltávolítani a bajkeverő életmódtól. 1959 áprilisában Bruce Lee száz dollárral a zsebében hajóra szállt San Francisco felé. A hajón csacsacsát oktatott az utasoknak, s tizennyolc napnyi utazás után érkezett vissza szülőföldjére, ahol bátyja és egyik nővére várta. Először táncoktatásból tartotta fenn magát, ám hamarosan elhagyta San Franciscót és Seattle-be ment, ahol a család egyik ismerősének, Ruby Chow-nak az éttermében kezdett el dolgozni. Mivel tanulni is vágyott, – hiszen Hongkongból úgy jött el hogy nem fejezte be a középiskolát, – beiratkozott az Edison Technical Schoolba. Középiskolai tanulmányai befejeztével később egyetemre jelentkezett; felesége és a Bruce Lee Foundation hivatalos életrajza szerint a Washingtoni Egyetem filozófia szakára, az egyetem archívuma szerint azonban drámaszakos hallgató volt.
Nappal iskolába járt, éjjel az étteremben dolgozott, szabadidejében pedig elkezdett harcművészetet oktatni, először csak néhány érdeklődőnek, bárhol ahol lehetőség nyílt rá, akár még parkokban és garázsokban is. Akkoriban a keleti harcművészetek szinte ismeretlenek voltak Amerikában, a népszerűbb japán karatén és a cselgáncson kívül nem igen ismertek mást, a kínai kungfu pedig újdonságnak számított. Első tanítványai között volt Jesse Glover és az akkor harminchat éves Taky Kimura, akik később aztán tovább oktatták Lee harcművészetét. Viszont Glover révén ismerkedett meg Bruce a cselgánccsal. A csoportjának a Wing Chun módosított változatát oktatta, és bárkit tanított, aki jelentkezett hozzá, nemtől és nemzetiségtől függetlenül.

Bruce 1963-ban, Seattle-ben találkozott először a svéd–angol származású Linda Emeryvel. Linda még negyedéves középiskolás volt, amikor Bruce egyetemi hallgatóként vendégelőadásokat tartott kínai filozófiából a középiskolában. Linda egy kínai származású barátnője, Sue Ann Kay javaslatára beiratkozott Lee harcművészeti edzéseire is, majd októberben, Linda édesanyjának tudta nélkül randevúzni kezdtek. Az év nyarát Lee Hongkongban töltötte a szüleinél; ez volt az első év Amerikába érkezése óta hogy haza tudott látogatni. Az egyetem engedélyével Lee bemutatókat tartott az egyetemi tornacsarnokban is, melynek köszönhetően még több magántanítványra tett szert. Még ugyanebben az évben megnyitotta első „hivatalos” kwoonját azaz kungfuiskoláját, Jun Fan Gung Fu Institute néven.

#### Oakland, Kalifornia
1964 nyarán Bruce Lee egy régi barátja, James Y. Lee tanácsára úgy döntött, nyit egy újabb iskolát, ezúttal Oaklandben, ahol James Lee is oktatott kungfut. A seattle-i iskoláját Taky Kimurára bízta, abbahagyta tanulmányait az egyetemen, és átköltözött Oaklandbe. Lindával azon a nyáron csupán levelezéssel tudták tartani a kapcsolatot. Augusztusban Bruce visszatért Seattle-be, és megkérte Linda kezét. Titokban akartak összeházasodni, ám az akkori törvényeknek megfelelően a házassági engedélyért folyamodók nevét közzétették az újságban, és Linda családja rájött, mire készül a pár. Nem nézték jó szemmel a dolgot, mivel akkoriban az ázsiai férfi – fehér bőrű nő kapcsolat az amerikai háborúk miatt tabunak számított. Linda édesanyja tartott attól, hogy a lányát kiközösíti a társadalom, ha egy ázsiai férfi párja lesz. Linda Emery és Bruce Lee végül 1964 augusztusában összeházasodott, Lee tanúja az esküvőn Taky Kimura volt. Az ifjú házasok Oaklandben James Leenél laktak, annak feleségével és gyerekeivel, mivel az új iskola nem ment annyira jól, hogy saját lakást tudtak volna fenntartani.
Bruce Lee az új tanítványok mellett új ellenségeket is szerzett Kaliforniában. Itt már számos harcművészeti iskola létezett, a közeli San Franciscónak jelentős méretű kínai negyede volt, és a többi kungfuoktatónak nem tetszett, hogy Lee válogatás nélkül bárkinek átadta tudását. A hagyományok szerint ugyanis a nem kínai származásúaknak tilos volt harcművészetet oktatni,átadni. Az egyik mester kihívta párbajra, a feltétel az volt ha Lee veszít, abba kell hagynia a nem kínaiak oktatását. Lee a mester legnagyobb meglepetésére elfogadta a kihívást, és le is győzte ellenfelét. A győzelem ellenére Lee mégis csalódott volt: elégedetlen volt saját teljesítményével. Úgy vélte, túl hosszú ideig tartott legyőzni az ellenfelet. Ekkor ébredt fel benne a gondolat, hogy a jelenlegi tudása talán nem elegendő, és tovább kell fejlesztenie a harcművészetét.

#### Jeet kune do
Lee tehát a másik mesterrel való küzdelem után kezdte el újragondolni a technikákat. Wing Chun alapokra építkezve olyan harcművészetet akart létrehozni, ami egyszerű, de egyszerűségében is a legeredményesebb az ellenfél legyőzésében. Lee a hagyományos kínai harcművészetek tanulmányozása során azt a következtetést vonta le, hogy egyes stílusok „túldíszítettek”, vagyis felesleges mozdulatokkal vannak tele, amelyek látványosak és elegánsak ugyan, de inkább tűnnek táncnak vagy akrobatikának mint effektív harcmozdulatnak, és a valódi harcban inkább állnak a győzelem útjába mintsem hogy azt elősegítenék. Lee szerint a szorosan lefektetett szabályokhoz való gondolkodás nélküli igazodás nem felszabadítja a harcost, hanem limitálja a képességeit: „A technikát kifejezni és nem csinálni kell. Mikor megtámadnak, nem az 1. számú technika, vagy esetleg 2. számú technika, 2. állás, 4. mozdulat az, amit alkalmazni fogsz, hanem a támadás pillanatában egyszerűen bemozdulsz, mint a hang és visszhang, mindenféle mérlegelés nélkül.”
Ez ugyan egy technikai bázisból merít, de a gyakorlás során ahogy fejlődik az egyén, saját magának a megismerése és formálása egyre nagyobb hangsúlyt kap.
Lee mindenféle harcművészeti könyvet gyűjtött, tanulmányozta a karatét, a cselgáncsot, a dzsúdzsucut, a thai bokszot, az ökölvívást, a vívást és a birkózást is. Számos jegyzetet készített az olvasmányai alapján, de nem mindent épített be a stílusába, amit később jeet kune do-nak, a „feltartóztató ököl útjának” nevezett el. Kínai nevéből kiindulva először Jun Fan boxnak szólította, csak később nevezte el Jeet Kune Donak. Lee eredetileg nem akart elnevezést adni, hiszen nem egy stílus létrehozására törekedett, mégis valamiképpen hivatkoznia kellett a művészetére, így nem maradt más választása. Az elnevezés végül 1967-ben jött létre. Ő maga nem hitt „a” stílusban mivel az korlátokat jelentett, ő egyszerűen csak egy effektív módszert akart kifejleszteni amivel a leghatékonyabb módon lehet győzni. Lee a saját módszerét inkább tekintette filozófiának, mint stílusnak.

A jeet kune do logója

| Bruce Lee tanítványai |
| Oktatók, akiket Lee hatalmazott fel a jeet kune do oktatására |
| Taky Kimura James Yimm Lee Dan Inosanto |
| Ismertebb tanítványok |
| Jesse Glover Larry Hartsell Richard Bustillo Jerry Poteet Ted Wong Chuck Norris Kareem Abdul-Jabbar James Coburn Joe Lewis Roman Polański Stirling Silliphant Steve McQueen Mike Stone Brandon Lee |

#### Hollywood

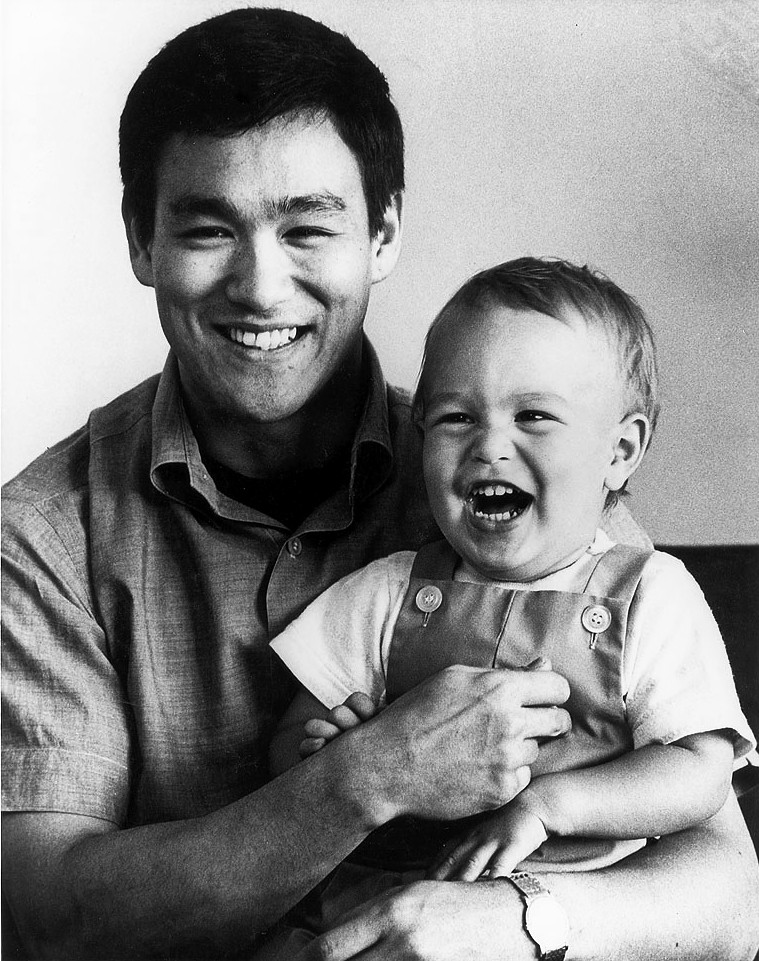
Bruce Lee fiával, Brandonnal

Miközben Lee harcművészete tökéletesítésén kezdett el dolgozni, élete más fordulatot vett. Megismerkedett Ed Parkerrel, a kenpó amerikai mesterével, aki meghívta, hogy tartson bemutatót a Long Beach International Karate Championships elnevezésű harcművészeti bajnokságon. A bemutatóra 1964. augusztus 2-án került sor, Lee Taky Kimura és James Lee segítségével demonstrálta harcművészetét, többek között a később híressé vált „egy inches ütést” is. A bemutató nem csak a hírnevét növelte, de szerzett neki egy új barátot, Dan Inosantót, és belépőt jelentett Hollywoodba is. A közönség soraiban ült ugyanis Jay Sebring, az egyik legnevesebb sztárfodrász, aki egy alkalommal elmesélte Bruce demonstrációját William Dozier producernek. Dozier épp színészt keresett egy új televíziós sorozathoz, ami egy kínai származású nyomozóról szólt volna. A producer megnézte a bemutató videófelvételét és elhívta Leet egy próbafelvételre. Közben Lee-ék új családtaggal is gyarapodtak: három nappal Bruce próbafelvétele előtt, 1965. február 1-jén megszületett első gyermeke, Brandon Bruce.

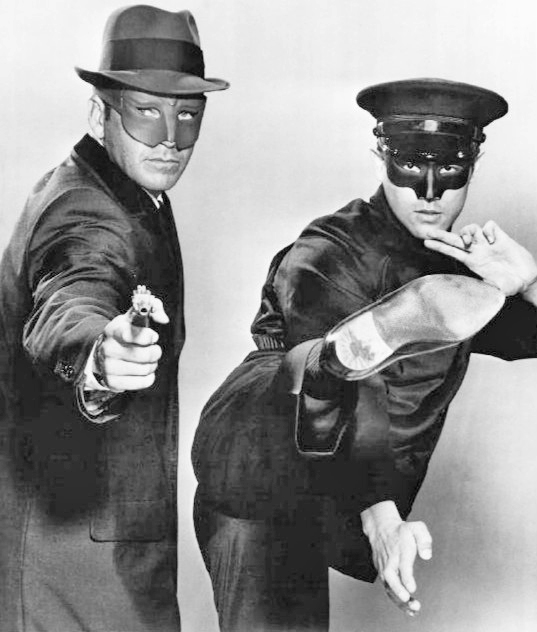
Van Williamsszel a The Green Hornet-ben

A tesztfelvétel sikeres volt, időközben azonban a Number One Sun elnevezésű projektet a stúdió elvetette. Dozier nem akart megválni Leetől, így felajánlott neki egy másik szerepet a The Green Hornet című sorozatban, melyet az azonos című rádiójáték és képregény alapján akartak készíteni, kihasználva a Batman sikerét. Egy héttel a próbafelvétel után Lee megtudta, hogy édesapja meghalt. Az opciós előlegből, amit Doziertől kapott, családjával Hongkongba utazott a temetésre. Ez volt az első alkalom, hogy rokonai megismerhették feleségét és újszülött kisfiát. A család négy hónapig maradt a városban, ezalatt Lee gyakran eljárt egykori mestere, Jíp Man iskolájába gyakorolni. Hazatértük után egy ideig Seattle-ben laktak Linda édesanyjánál, majd visszaköltöztek Oaklandbe egy időre, mielőtt Los Angelesbe költöztek volna, ahol Dan Inosantóval közösen megnyitotta harmadik kungfuiskoláját.

1966-ban megkezdődött a The Green Hornet forgatása. Lee nem csak Katót, a főhős Britt Reid maszkos alteregójának, a Green Hornet sofőrjének és kungfumester segítőjének szerepét alakította, de Dozier a harckoreográfia tervezésével is megbízta. A forgatás során számos kaszkadőrt megsebesített, és többször meg kellett kérni, hogy lassítsa le a mozdulatait, mert annyira gyorsan mozgott, hogy a kamera nehezen tudta követni. Szerepe azonban nem volt hálás, alig volt szövege, és folyamatosan a Van Villiams alakította főhős árnyékában volt. A harminc perces epizódokat hetente egyszer vetítették, az első epizód 1966. szeptember 9-én került adásba. Lee hetente 313 dollárt keresett vele. A sorozat azonban veszteségesnek bizonyult, 26 rész után 1967 márciusában levették a képernyőről. A sorozat sikertelensége ellenére Hollywood és az amerikai fiatalok megismerték Lee nevét, és Kato karaktere népszerű volt harcművészeti jelenetei miatt. Ugyanakkor Hollywood sem tudta feledtetni a korszak faji előítéleteit, melyet az ázsiai amerikai háborús részvétel sem könnyített. Hiába volt Lee a sajtó kedvence és titulálták az újságírók „megnyerő személyiségnek”, a filmstúdiók nem rajongtak az ötletért, hogy ázsiai színésznek főszerepet adjanak. Lee a The Green Hornet visszavonása után csupán epizódszerepeket kapott, többek között az Ironside (1967), a Blondie (1968) és a Longstreet (1971) című sorozatokban, illetve A kicsi nővér című krimiben, ahol negatív szereplőt alakított. A Longstreet forgatókönyvét Lee egyik tanítványa írta, így Bruce-nak lehetősége nyílt a saját ízlése szerint formálnia a szereplőt. Szerepe szerint egy kungfuoktatót alakított, aki a főszereplő vak nyomozót tanítja harcolni. Lee a jeet kune do filozófiáját is belevitte a szerepbe, például az azóta híressé vált víz-elméletét.
1969. április 19-én megszületett második gyermeke, Shannon. A filmezés közben továbbra is oktatott kungfut, 250 dollárért óránként. Tanítványai közé tartozott például Steve McQueen, James Coburn és James Garner is. Lee ekkorra már megszállott testedző volt, még tévénézés közben is edzett. 1970-ben az egyik gyakorlat közben, amikor nehéz súllyal a vállán hajolt előre, megsérült a keresztcsontjánál, aminek következtében hosszú időre pihenni kényszerült. A lábadozás időszakában hat kötetnyi írásban foglalta össze a jeet kune do elveit és technikáját. Orvosai azt tanácsolták neki, többé ne kungfuzzon, annyira súlyos volt az idegsérülése, ám hat hónappal később Lee már a szokásos tempójában edzett újra.
Lee ez idő tájt kezdett el dolgozni egy történeten, melyben egy „keleti” szerzetes járja Amerikát, és puszta kézzel segít a bajbajutottakon. A Warner Bros. stúdiót érdekelte a történet, ám végül a szerepet a Kung Fu című sorozatban mégsem Leenek ajánlották fel, hanem David Carradine-nak, mert még mindig nem voltak meggyőződve arról, hogy egy ázsiai színésszel el lehet adni egy teljes sorozatot.

### Újra Hongkongban
Bruce Lee még 1970-ben újra hazalátogatott Hongkongba, amíg hátsérüléséből lábadozott. Ekkor szembesült azzal, hogy mennyire népszerű volt a The Green Hornet az ázsiai országokban, ahol The Kato Show címen vetítették. A hongkongi filmproducerek érdeklődve figyelték Amerikába szakadt honfitársuk filmes karrierjét, és 1971-ben, amikor a hollywoodi stúdiók Lee egyik újabb filmötletét utasították vissza, Raymond Chow a Golden Harvest nevű hongkongi stúdiótól megkereste Bruce-t és felajánlott neki egy két filmre szóló, 15 ezer dollár értékű szerződést. Lee 1971 nyarán újra Hongkongba utazott, majd megkezdődött A nagyfőnök forgatása Thaiföldön. A forgatás körülményei igencsak megterhelőek voltak, a forgatókönyv kifogásolható minőségű, a szereplők többsége harcművészeti szempontból alulképzett, a cselekmény értelmetlen és követhetetlen, az operatőri munka szörnyű. Mindezek ellenére a film óriási siker lett Hongkongban és Ázsia más országaiban is, 3,2 millió dolláros bevételével rekordot döntött. A filmet a hongkongi bemutató után a Golden Harvest újravágatta, így az Amerikában, illetve Európában később bemutatott verzióból több perc is hiányzik. Főképp a túlságosan véres, erőszakos jeleneteket ritkították meg, de néhol a karakterfejlődés követéséhez szükséges jelenetekbe is belevágtak. A film az All Movie Guide kritikája szerint az 1970-es évek hongkongi filmjeinek már ismert hibáival küszködik, Lee karizmája azonban feledteti ezeket, emlékezetessé téve a harcjeleneteket. A Variety hasonló kritikát írt, kijelentve, hogy „a bugyuta cselekmény, az ijesztően rossz mellékszereplők és a mesterkélt moralitás ellenére (vagy talán épp miattuk) A nagyfőnök néha egész szórakoztató, ami leginkább Lee érdeme.”
A nagyfőnök sikere után Lee azonnal újabb film forgatásába kezdett. A Tomboló ököl története nagy sikert aratott a kínaiak körében, akik a japán megszállásra még jól emlékeztek. Lee a filmben Huo Jüan-csia (Huo Yuan Jia) tanítványát alakította, aki külföldről hazatérve megtudja, hogy mestere gyanús körülmények között meghalt, és kideríti, hogy a városban működő japán busidó iskola is felelős érte. A feldühödött tanítvány megbosszulja mesterét. Az All Movie Guide úgy véli, a film minősége jóval felülmúlja A nagyfőnökét, rendezés, cselekmény és színészi alakítás tekintetében is. A film a maga idejében a The New York Timestól is pozitív kritikát kapott. A Tomboló ököl felülmúlta A nagyfőnök sikerét is, Lee társult Raymond Chow producerrel és megalapította saját produkciós cégét, a Concordot. Ez lehetőséget adott neki, hogy maga vegye kezébe az irányítást, és következő filmjében már ne csak főszereplő legyen, hanem író és rendező is egyben.

Bruce Lee A Sárkány útja című filmben

A Sárkány útja az író, rendező, főszereplő és harckoreográfus Lee számára valódi szabadságot jelentett. A forgatókönyv könnyedebb, Lee humoros oldalát is megmutatja. Hosszú idő óta ez volt az első kantoni nyelven készülő film Hongkongban, mivel korábban a kommunista Kínából menekülő mandarin anyanyelvű filmesek uralták a hongkongi piacot, és anyanyelvükön készítették a filmeket, melyeket később kantonira feliratoztak vagy szinkronizáltak. A film egy részét Rómában forgatták, ami nem véletlen: Lee szerette a spagettiwestern filmeket, melyben a hős cowboy megmenti a banditáktól a helybélieket, illetőleg Leet nagyon vonzotta az ötlet, hogy a Colosseumban vívjon harcot. A Sárkány útja története hasonló a spagettiwesternekéhez: Tang azért érkezik az olasz fővárosba, hogy segítsen a maffia által fenyegetett helybéli kínai éttermeseken. A filmben Lee fő ellenfele az akkor már világbajnok karatézó Chuck Norris, aki ekkor debütált mozifilmben. A szerepet eredetileg Joe Lewis amerikai karatebajnoknak ajánlották fel. A forgatás Rómában nagyon nehéz volt, mivel munkavállalási vízum hiányában csak pár hétig maradhattak. Ennek következtében 12–14 órát dolgoztak a hét minden napján, a legrosszabb időjárási viszonyok között is. A BBC szerint a film végső harcjelenetét általában az egyik legjobb, valaha filmre vitt harcnak tartják, és a film mintául szolgált számos későbbi harcművészeti alkotás számára. Az All Movie Guide szerint a végig könnyed hangvételű film vége érthetetlenül tragikus, ennek ellenére azonban „a kungfu és a komédia szerethető keveréke, mely valószínűleg mosolyt csal a Bruce Lee-rajongók arcára.”

Lee A sárkány közbelép című filmben

A Lee-filmek sikerének híre eljutott Hollywoodba is, miután a mozibevételei meghaladták A Keresztapa ázsiai bevételeit is. 1972 őszén Lee már a Halálos játszmát forgatta, amikor a Warner Bros. ajánlatot tett neki. Az amerikai stúdió, Lee Concord nevű produkciós cége és a Golden Harvest belefogott az első amerikai–hongkongi koprodukció forgatásába. A Warner Bros. előzetesen a Han's Island (Han szigete) címet akarta adni a filmnek, a főszereplő azonban ragaszkodott az Enter the Dragon címhez. A sárkány közbelép rendezője Robert Clouse lett. A forgatás nem volt könnyű, a stáb amerikai és kínai tagjai nyelvi nehézségekkel küzdöttek, és több kisebb sérülés is meg-megakasztotta a folyamatot. Lee a filmben egy harcművészt alakít, aki a brit titkosszolgálatot segítve részt vesz a drogbáró Han brutális harcművészeti versenyén. A filmben a több mint száz statiszta között a későbbi hongkongi harcművészeti filmek (ekkor még igen fiatal) meghatározó alakjai, Jackie Chan, Yuen Biao és Sammo Hung is szerepelnek. Az All Movie Guide szerint bár Lee egyetlen filmje sem tökéletes, A sárkány közbelép mégis az egyik legnépszerűbb kungfufilm, amit valaha vászonra vittek. A körülbelül 850 ezer dollárnyi költségvetésből készült film világszerte 90 millió dollárt jövedelmezett. Több filmes weboldal is 1973 egyik legjobb filmjeként tartja számon, a Rotten Tomatoes 37 kritikus véleményére alapozva 97%-ra ítélte. 2004-ben a Kongresszusi Könyvtár kulturális szempontból jelentősnek minősítette és felvette a National Film Registry 400, jelentősnek ítélt amerikai alkotása közé.
Bruce Lee azonban már nem érhette meg a sikert, egy hónappal a hivatalos bemutató előtt, 1973. július 20-án elhunyt.

### Halála

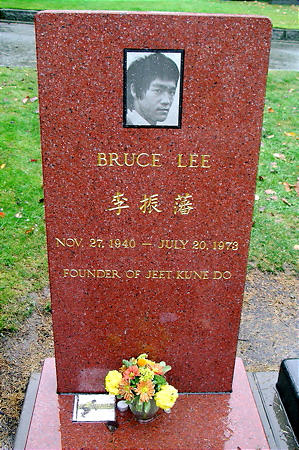
Bruce Lee sírja

1973. május 10-én Bruce Lee a Golden Harvest stúdiójában szinkronizálta A sárkány közbelépet, amikor a levegőtlen, meleg helyiségben (a ventilátorokat kikapcsolták, hogy a zaj ne legyen hallható a felvételeken) rosszul lett és elájult. Azonnal kórházba vitték, ahol az orvosok agyi ödémát (oedema cerebri) állapítottak meg, és mannit alapú gyógyszerrel kezelték. Orvosai szerint épp, hogy sikerült megmenteni az életét. Felépülése után Lindával visszautazott Amerikába, ahol egy neves klinikán szintén kivizsgálták és megerősítették a hongkongi orvosok diagnózisát.
1973. július 20-án este Leenek George Lazenby színésszel lett volna találkozója Hongkongban, délután kettőtől négyig Raymond Chow-val a Halálos játszma forgatását beszélték meg, majd a tajvani származású színésznő Betty Ting Pei lakására hajtottak, ahol a forgatókönyvet nézték át. Később Lee fejfájásra panaszkodott, így Betty Ting egy Equagesic nevű, aszpirin és izomlazító hatású meprobamát tartalmú fájdalomcsillapítóból adott neki. A színész lefeküdt pihenni, majd amikor nem ment le vacsorázni, a színésznő, majd Raymond Chow is elkezdte ébresztgetni, hiába. Orvost hívtak, aki szintén nem tudta magához téríteni. Mentőt hívtak és az Erzsébet királynő Kórházba szállították az eszméletlen Leet, segíteni azonban már nem tudtak rajta. A boncolás szerint allergiás volt a fájdalomcsillapító egyik összetevőjére, ami agyduzzadást okozott. Az ismert brit patológus, Donald Teare véleményét is kikérték, aki ugyanerre a következtetésre jutott. Egyes feltételezések szerint Lee halálában marihuána-fogyasztás is szerepet játszhatott, az orvosok azonban cáfolták a feltevést.
Linda Lee Seattle-ben temette el férjét, a Lakeview Cemetery 276-os parcellájában, előtte azonban Hongkongban is tartottak egy búcsúztatót, amin körülbelül harmincezer ember vett részt.
A kivételesen fittnek tartott Bruce Lee halálának ilyen prózai okát a rajongók elfogadni nem tudták. Számos elmélet keringett arról, hogy Leet esetleg a triádok ölették meg, vagy hogy a családon átok ül. Más feltevések szerint a harcművész halálát egy korábban elszenvedett dim mak ütés okozta, mely a hiedelem szerint egy olyan titkos kínai harcművészeti fogás, ami képes olyan ponton eltalálni az emberi testet, hogy az halált okoz.
Linda Lee második férje, Bruce Lee egykori tanítványa, Tom Bleecker egy interjúban azt állította, hogy Lee izomnövelő szteroidokat is szedett, és úgy vélte, elképzelhető, hogy a színészt megmérgezték. Linda és a család perrel próbálta megakadályozni, hogy Bleecker Lee halálát boncolgató könyve megjelenjen.
Egy elmélet szerint elképzelhető, hogy Lee hirtelen halált okozó epilepsziás roham következtében hunyt el; ez a jelenség az 1970-es években még nem volt széles körben orvosilag ismert.
Mathew Polly, Lee legújabb kori életrajzírója hosszú évek munkájával összegyűjtötte az összes dokumentumot Bruce életéről és haláláról. 2018-ban megjelent könyvében két fejezetben tárgyalja halálának körülményeit. Sorra veszi a fentebb tárgyalt elméleteket, és orvosi szakvélemények alapján kizárja a gyógyszerérzékenységre, a gyilkosságra, vagy az epilepsziás rohamra alapozott korábbi verziókat. Lee halálát nagyon prózai okokra vezeti vissza. Szerinte a hirtelen jött siker felpörgette, pihenésről hallani sem akart. A túlhajszolt, stresszel teli életmód, az állandó éjszakázások következtében élete utolsó két hónapjában kilenc kilót fogyott, szervezete legyengült. Ez vezethetett a július 20-án bekövetkezett tragédiához is, amikor egy átdolgozott, forró nap végén hőgutát kapott és meghalt.

## Életmódja és edzésprogramja
Lee szinte megszállott testépítő volt, napi két-háromórás testedzést tartott, de ezeken kívül is, a hétköznapi tevékenységei – például televíziónézés vagy étkezés – közben is izomerősítő gyakorlatokat végzett. Könyveket és testépítő magazinokat olvasott a témában, és kipróbált minden leírt módszert, hogy lássa, az ő céljainak megfelelnek-e. Többféle gyakorlatot is csinált, súlyokat emelt, gyakran karjára és lábára kötözött súlyokkal futott, három- illetve kétujjas, ökölbe szorított kezes fekvőtámaszokat csinált, felüléseket és más hasizom-erősítő gyakorlatokat végzett, ugrókötelezett, árnyékbokszolt, bokszolt, intervallum tréninget és izometrikus tréninget végzett, különböző hajlító, nyújtó edzésprogramokat csinált. Lee azon a véleményen volt, hogy a fizikai edzésnek legalább akkora szerepe van a harcművészetben, mint a technikai edzésnek. Testfelépítését hivatásos testépítők is irigyelték, sok későbbi testépítő bajnok nyilatkozott úgy, hogy nagy hatással volt rájuk Lee izomzata, és a módszer, amivel mindezt elérte, még Arnold Schwarzenegger is elismerően nyilatkozott róla. Tanítványai, Jesse Glover és Ted Wong szerint Lee nem hagyományos értelemben vett testépítő volt, mert nem az izmok mennyisége, hanem minősége, illetve a testfelépítés funkcionalitása foglalkoztatta, vagyis az erőkifejtés és gyorsaság fokozása érdekelte.
Számos legenda kering arról, hogy Bruce Lee milyen rendkívüli képességekkel rendelkezett az effektív testfelépítésének és harcművészeti technikájának köszönhetően. Lee életrajzírója, John Little szerint a harcművész képes volt ötven alsó fogásos húzódzkodást (chin-up) végezni egyhuzamban, egy karral; plafonig tudott rúgni egyetlen rúgással egy 130 kilogrammos homokzsákot; harminc percen át képes volt tartani a V-felülést és gyors rúgásainak ideje a másodperc töredékrésze volt. A Leenek tulajdonított egyik legismertebb mutatvány az úgynevezett „egy inches ütés”.
A testedzés mellett Lee a táplálkozásra is odafigyelt, úgy vélte, ahhoz, hogy a test megfelelő erőnlétben legyen, megfelelő energiaforrásra van szükség, a nem megfelelő táplálék csak lelassítja a testet, emiatt nem fogyasztott finomított lisztből készült termékeket és pékárut. Sok zöldséget és gyümölcsöt evett, leginkább a kínai és ázsiai konyha híve volt, kedvelte az osztrigából készült ételeket, a marhahúsból készült steaket, a tofut és a májat. Rendszeresen fogyasztott táplálékkiegészítőket, például búzacsíraolajat, csipkebogyó-kivonatot, acerolakivonatot, folsavtartalmú készítményeket, különféle vitaminkapszulákat, méhpempőt. A proteinitalok is részét képezték az étrendjének, ezek általában tejport, tojást, búzacsíraolajat, sörélesztőt, mogyoróvajat, banánt, inozitolt és lecitint tartalmaztak. Ezen felül különféle zöldségekből és gyümölcsökből turmixolt vitaminitalt is fogyasztott, de szívesen ivott ginzengtartalmú italokat, illetve fekete teát is.

## Filozófiája
Bruce Leet harcművészete mellett filozófiai gondolatairól is ismerik. Szeretett olvasni, rengeteg könyve volt különféle témákban, többek között harcművészetekkel és filozófiai irányzatokkal foglalkozók is. Eklektikus filozófiai nézetei tükrözték a harcművészeti nézetei sokféleségét. Úgy vélte, mindenfajta tudás igazából az önismerethez vezető utat jelenti és hogy ő maga a harcművészetekben találta meg az önkifejezés legjobb módját. Filozófiai nézeteire befolyással volt többek között a taoizmus, a buddhizmus és Dzsiddu Krisnamúrti, ugyanakkor például nézetei éles ellentétben álltak a konfucianizmus konzervatív világával. John Little életrajzíró szerint Lee ateista volt, amikor 1972-ben megkérdezték tőle, hisz-e Istenben, azt válaszolta, „hogy őszinte legyek, egyáltalán nem.”
Filozófiája szorosan összekapcsolódott harcművészetével. Több interjúban és a Longstreet című sorozatban is beszélt a vízzel kapcsolatos filozófiájáról. A harcművészettel kapcsolatosan azt a filozófiai álláspontot képviselte, miszerint „csak azt alkalmazd, ami működik, és vedd el bárhonnan, ahol rátalálsz.”
További, Lee filozófiájára jellemző idézetek:
- „A hirtelen természet előbb-utóbb bolondot csinál az emberből.”[153]
- „Mindig tanulok valamit, mégpedig azt, hogy az ember mindig legyen önmaga. És hogy fejezze ki magát, bízzon saját magában. Nem szabad sikeres embereket keresni és lemásolni a személyiségüket.”[154]
- „Szabadulj meg mindattól, mi felesleges.”[155]

## Emlékezete

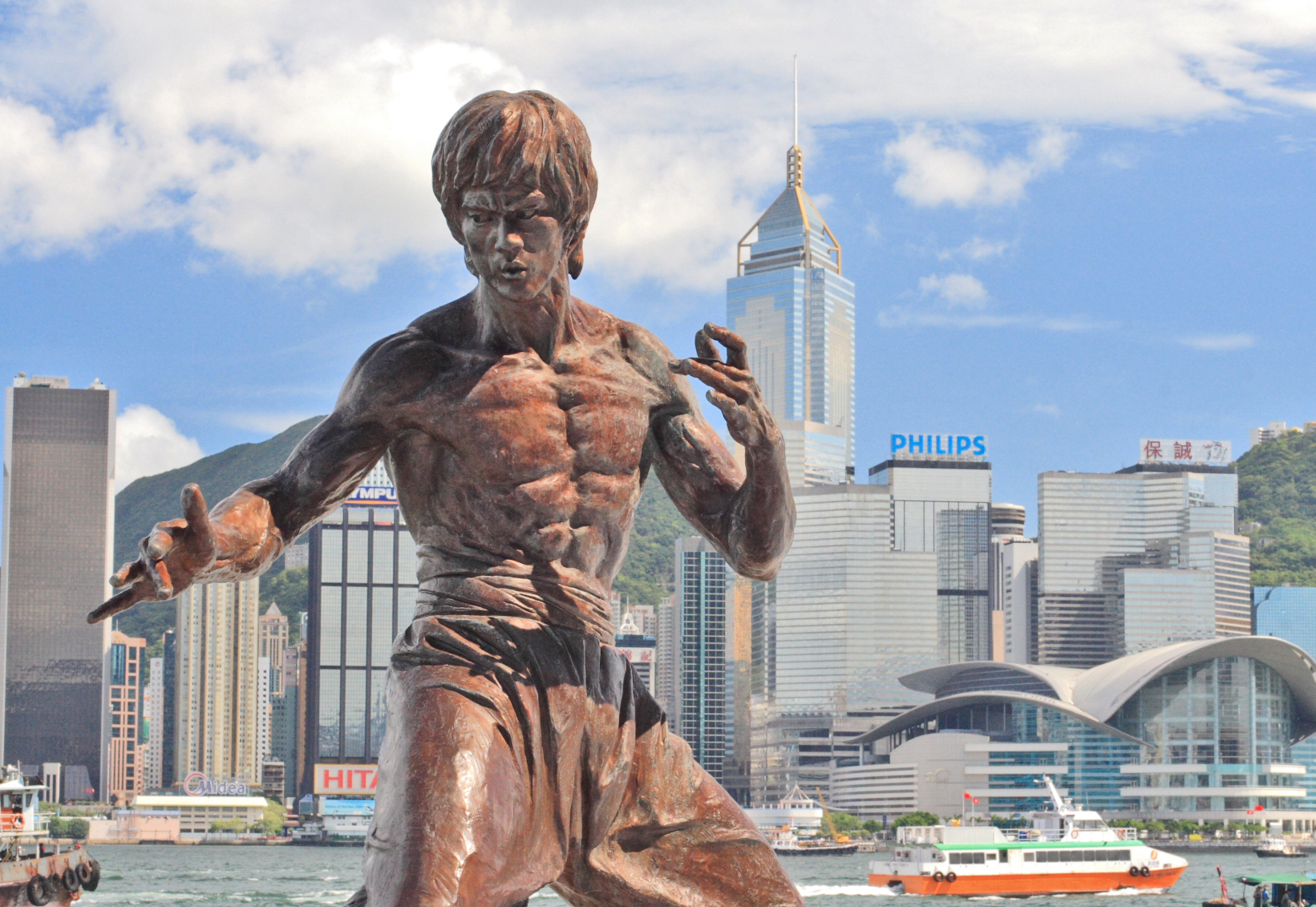
Bruce Lee szobra a hongkongi Csillagok sugárútján

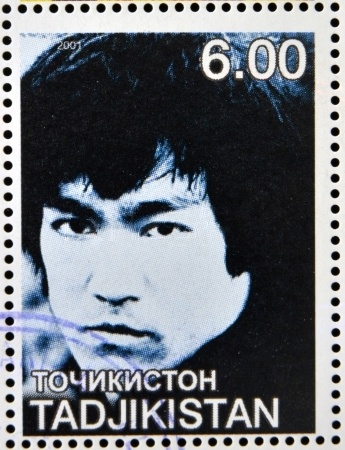
Bruce Lee egy tadzsik bélyegen

Bruce Lee nem csak filmjein keresztül él tovább a köztudatban. Emlékezetét a családja által létrehozott Bruce Lee Foundation ápolja, melynek elnöke a színész lánya, Shannon. Shannon Lee egyben a Bruce Lee-relikviák, illetőleg a Bruce Lee márkanév jogaival is rendelkező Bruce Lee Enterprises cég, valamint a Leeway Media filmprodukciós cég igazgatója is. A márkanév jogdíjaiból évente körülbelül két millió dolláros bevétele van a családnak. A kórházban, ahol Lee született, emléktáblát helyeztek el, Hongkongban, a Csillagok sugárútján szobra áll, 2005-ben pedig a boszniai Mostar városában is szobrot emeltek neki. Lee nagyapja a Kuangtung (Guangdong) tartománybeli Sang (Shang) nevű faluból származik, itt emlékére a régi családi ház közelében múzeumot alakítottak ki.
Bruce Lee halála után megjelentek a Lee-imitátorok, a filmstúdiók rajtuk keresztül igyekeztek hasznot húzni a hirtelen népszerűvé vált harcművészeti filmekből. Az elhunyt harcművész hírnevéből pénzt csinálni akaró színészek Lee nevéhez nagyon hasonlatos álnevek alatt forgattak (például Bruce Li, Bruce Le, Dragon Lee), létrehozva a Bruceploitation fogalmát (a Bruce és az exploitation azaz „kihasználás” szavakból). Ló Vaj (Lo Wai) rendező Jackie Chanből is Bruce Lee-imitátort akart faragni, Chan azonban nem volt hozzászokva Lee harcstílusához, így végül saját stílust alakított ki.
Lee mindössze négy teljes harcművészeti filmet forgatott, ezek azonban más művészekre is hatottak. Stan Lee, a Marvel Comics főszerkesztője The Deadly Hands of Kung Fu címmel képregénymagazint indított Lee hatására, John Woo filmrendező pedig elismerte, hogy Lee munkássága is hozzájárult ahhoz, hogy filmezéssel kezdett el foglalkozni. Lee után több keleti harcművész számára is megnyílt az út a filmezés felé, Jackie Chan, Jet Li vagy Tony Jaa nemzetközi hírnévre is szert tettek. Lee ikonikussá vált mozgását, jellegzetes harci kiáltását, vagy épp öltözékét reklámfilmekben is felhasználják termékek népszerűsítéséhez. A Halálos játszma című filmjében viselt jellegzetes sárga kezeslábasa több filmben is feltűnik, például Quentin Tarantino Kill Bill című alkotásában Uma Thurman visel hasonlót. Lee alakját több videójátékban is felhasználták, például a Street Fighterben, a Tekkenben vagy a Mortal Kombatban. Róla nevezték el Hitmonlee-t a Pokémonban.
Az Ultimate Fighting Championship elnöke, Dana White szerint Lee „a kevert harcművészetek atyja”, 1999-ben pedig a kaliforniai Martial Arts History Museum Hall of Fame csarnokának első tagjává választották.
Lee életéről számos dokumentumfilm készült, ezek közül többet a család felügyelete alatt álló produkciós cég készített. 2008-ban a kínai állami CCTV The Legend Of Bruce Lee címmel 50 részes dokumentumfilm-sorozatot indított, mely a csatorna egyik legnézettebb műsora lett. Lee életéről fikcionalizált filmek is készültek, az első 1993-ban A Sárkány – Bruce Lee élete címmel, Jason Scott Lee főszereplésével. 2010-ben Lee testvére, Robert és más családtagok emlékiratai alapján Bruce Lee, My Brother címmel került a mozikba egy háromrészes sorozat első része, amely Lee gyermek- és fiatalkorát dolgozza fel. A filmben Bruce Lee szerepét Aarif Lee alakítja.
2019-ben Shannon Lee megvalósította apja egyik álmát és producerként televízióra adaptálta Lee ötletét és treatmentjét (melyet korábban a Warner Bros. a Kung Fu című sorozatban használt fel, Lee megemlítése nélkül) Warrior címmel.

## Filmográfia
| Év   | Cím                                        | Rendező                 | Szerepe                                          |
| ---- | ------------------------------------------ | ----------------------- | ------------------------------------------------ |
| 1941 | Golden Gate Girl                           | Esther Eng              | síró csecsemő                                    |
| 1946 | The Birth of Mankind                       |                         | (gyerekszínész)                                  |
| 1948 | Wealth Is Like A Dream                     | Guan Wenqing            | (gyerekszínész)                                  |
| 1949 | Sai See in the Dream                       | Jiang Aimin             | Yam Lee                                          |
| 1949 | The Story of Fan Lei-fa                    |                         | (gyerekszínész)                                  |
| 1950 | Blooms and Butterflies                     | Yu Liang                | (gyerekszínész)                                  |
| 1950 | The Kid a.k.a. My Son A-Chang              | Feng Feng               | Lee Siu Lung                                     |
| 1951 | Infancy                                    | –                       | Ngau                                             |
| 1953 | Qian wan ren jia                           |                         | (gyerekszínész)                                  |
| 1953 | A Son Is Born a.k.a. The Guiding Light     |                         | (gyerekszínész)                                  |
| 1953 | A Mother Remembers a.k.a. A Mother’s Tears |                         | (gyerekszínész)                                  |
| 1953 | Blame it on Father                         | Sun Wei                 | (gyerekszínész)                                  |
| 1953 | A Myriad Homes                             |                         | (gyerekszínész)                                  |
| 1953 | In the Face of Demolition                  |                         | (gyerekszínész)                                  |
| 1955 | Love (1-2)                                 | Jiang Weiguang          | (gyerekszínész)                                  |
| 1955 | An Orphan’s Tragedy                        | Zhu Ji                  | (gyerekszínész)                                  |
| 1955 | The Faithful Wife                          | Jiang Weiguang          | (gyerekszínész)                                  |
| 1955 | Orphan’s Song                              |                         | (gyerekszínész)                                  |
| 1955 | We Owe It to Our Children                  |                         | (gyerekszínész)                                  |
| 1956 | The Wise Guys Who Fool Around              |                         | (gyerekszínész)                                  |
| 1956 | Too Late for Divorce                       | Jiang Weiguang          | (gyerekszínész)                                  |
| 1957 | The Thunderstorm                           |                         |                                                  |
| 1957 | Darling Girl                               |                         |                                                  |
| 1960 | The Orphan                                 | Li Chenfeng             | Ah San                                           |
| 1966 | The Green Hornet (sorozat)                 | (változó)               | Kato                                             |
| 1967 | Ironside (sorozat)                         | (változó)               | (vendégszereplő)                                 |
| 1968 | The Wrecking Crew                          |                         | (technikai rendező)                              |
| 1968 | Blonde (sorozat)                           |                         | (vendégszereplő)                                 |
| 1969 | A kicsi nővér                              | Rob Bowman              | Winslow Wong                                     |
| 1971 | Longstreet                                 | (változó)               | Li Tsung (4 epizód)                              |
| 1971 | A nagyfőnök                                | Luo Wei                 | Cheng Chao-an                                    |
| 1972 | Tomboló ököl                               | Luo Wei                 | Chen Zhen                                        |
| 1972 | The Unicorn Palm                           |                         | harckoreográfus                                  |
| 1972 | A Sárkány útja                             | Bruce Lee               | Tang Lung                                        |
| 1972 | Halálos játszma                            | Bruce Lee/Robert Clouse | Billy Lo (az USA-verzióban, eredetileg Hai Tien) |
| 1973 | A sárkány közbelép                         | Robert Clouse           | Lee                                              |
| 1981 | Halálos játszma 2.                         | See-Yuen Ng             | Billy Lo                                         |